# Wahlkreis Falkirk West (Schottisches Parlament)
| Falkirk West                    |
| ------------------------------- |
| Falkirk West · Central Scotland |
| Gebildet                        |
| 1999                            |
| Abgeordneter                    |
| Michael Matheson (SNP)          |
| Regionen                        |
| Falkirk                         |

Falkirk West ist ein Wahlkreis für das Schottische Parlament. Er wurde 1999 als einer von zehn Wahlkreisen der Wahlregion Central Scotland eingeführt und besteht seitdem unverändert. Er umfasst die westlichen Gebiete der Council Area Falkirk. Zu den größten Städten innerhalb der Grenzen des Wahlkreises zählen Falkirk selbst sowie Larbert und Denny. Der Wahlkreis entsendet einen Abgeordneten.
Der Wahlkreis erstreckt sich über eine Fläche von 104,2 km2. Im Jahre 2020 lebten 79.893 Personen innerhalb seiner Grenzen.

## Wahlergebnisse

### Parlamentswahl 1999
| Ergebnisse der Parlamentswahl 1999 | Ergebnisse der Parlamentswahl 1999 | Ergebnisse der Parlamentswahl 1999 | Ergebnisse der Parlamentswahl 1999 |
| Partei                             | Kandidat                           | Stimmen                            | %                                  |
| ---------------------------------- | ---------------------------------- | ---------------------------------- | ---------------------------------- |
| Parteilos                          | Dennis Canavan                     | 18.511                             | 55,0                               |
| Labour                             | Ross Martin                        | 6300                               | 18,8                               |
| SNP                                | Michael Matheson                   | 5986                               | 17,8                               |
| Conservative                       | Gordon Millar                      | 1897                               | 5,6                                |
| Liberal Democrats                  | Andrew Smith                       | 954                                | 2,8                                |
| Wahlbeteiligung: 33.667 (62,28 %)  |                                    |                                    |                                    |

### Parlamentswahl 2003
| Ergebnisse der Parlamentswahl 2003 | Ergebnisse der Parlamentswahl 2003 | Ergebnisse der Parlamentswahl 2003 | Ergebnisse der Parlamentswahl 2003 | Ergebnisse der Parlamentswahl 2003 |
| Partei                             | Kandidat                           | Stimmen                            | %                                  | ±                                  |
| ---------------------------------- | ---------------------------------- | ---------------------------------- | ---------------------------------- | ---------------------------------- |
| Parteilos                          | Dennis Canavan                     | 14.703                             | 55,7                               | +0,7                               |
| SNP                                | Michael Matheson                   | 4703                               | 17,8                               | ±0,0                               |
| Labour                             | Lee Whitehill                      | 4589                               | 17,4                               | −1,4                               |
| Conservative                       | Iain Mitchell                      | 1657                               | 6,3                                | +0,7                               |
| Liberal Democrats                  | Jacqueline Kelly                   | 748                                | 2,8                                | 0,0                                |
| Wahlbeteiligung: 26.400 (50,65 %)  |                                    |                                    |                                    |                                    |

### Parlamentswahl 2007
| Ergebnisse der Parlamentswahl 2007 | Ergebnisse der Parlamentswahl 2007 | Ergebnisse der Parlamentswahl 2007 | Ergebnisse der Parlamentswahl 2007 | Ergebnisse der Parlamentswahl 2007 |
| Partei                             | Kandidat                           | Stimmen                            | %                                  | ±                                  |
| ---------------------------------- | ---------------------------------- | ---------------------------------- | ---------------------------------- | ---------------------------------- |
| SNP                                | Michael Matheson                   | 12.068                             | 41,9                               | +24,1                              |
| Labour                             | Dennis Goldie                      | 11.292                             | 39,2                               | +21,8                              |
| Conservative                       | Stephen O’Rourke                   | 2887                               | 10,0                               | +3,7                               |
| Liberal Democrats                  | Callum Chomczuk                    | 2538                               | 8,8                                | +6,0                               |
| Wahlbeteiligung: 28.785 (51,17 %)  |                                    |                                    |                                    |                                    |

### Parlamentswahl 2011
| Ergebnisse der Parlamentswahl 2011 | Ergebnisse der Parlamentswahl 2011 | Ergebnisse der Parlamentswahl 2011 | Ergebnisse der Parlamentswahl 2011 | Ergebnisse der Parlamentswahl 2011 |
| Partei                             | Kandidat                           | Stimmen                            | %                                  | ±                                  |
| ---------------------------------- | ---------------------------------- | ---------------------------------- | ---------------------------------- | ---------------------------------- |
| SNP                                | Michael Matheson                   | 15.607                             | 55,3                               | +13,4                              |
| Labour                             | Dennis Goldie                      | 9862                               | 35,0                               | −4,2                               |
| Conservative                       | Allan Finnie                       | 2086                               | 7,4                                | −2,6                               |
| Liberal Democrats                  | Callum Chomczuk                    | 644                                | 2,3                                | −6,5                               |
| Wahlbeteiligung: 28.199 (50,59 %)  |                                    |                                    |                                    |                                    |

### Parlamentswahl 2016
| Ergebnisse der Parlamentswahl 2016 | Ergebnisse der Parlamentswahl 2016 | Ergebnisse der Parlamentswahl 2016 | Ergebnisse der Parlamentswahl 2016 | Ergebnisse der Parlamentswahl 2016 |
| Partei                             | Kandidat                           | Stimmen                            | %                                  | ±                                  |
| ---------------------------------- | ---------------------------------- | ---------------------------------- | ---------------------------------- | ---------------------------------- |
| SNP                                | Michael Matheson                   | 18.260                             | 56,9                               | +1,6                               |
| Labour                             | Mandy Telford                      | 6.980                              | 21,8                               | −13,2                              |
| Conservative                       | Alison Harris                      | 5.877                              | 18,3                               | +10,9                              |
| Liberal Democrats                  | Gillian Cole-Hamilton              | 966                                | 3,0                                | +0,7                               |
| Wahlbeteiligung: 32.083 (53,84 %)  |                                    |                                    |                                    |                                    |

### Parlamentswahl 2021
| Ergebnisse der Parlamentswahl 2021 | Ergebnisse der Parlamentswahl 2021 | Ergebnisse der Parlamentswahl 2021 | Ergebnisse der Parlamentswahl 2021 | Ergebnisse der Parlamentswahl 2021 |
| Partei                             | Kandidat                           | Stimmen                            | %                                  | ±                                  |
| ---------------------------------- | ---------------------------------- | ---------------------------------- | ---------------------------------- | ---------------------------------- |
| SNP                                | Michael Matheson                   | 21.492                             | 54,3                               | −2,6                               |
| Labour                             | Monette Gordon                     | 9.653                              | 24,4                               | +2,6                               |
| Conservative                       | Stephen Kerr                       | 7.343                              | 18,5                               | +0,2                               |
| Liberal Democrats                  | Austin Reid                        | 1.115                              | 2,8                                | −0,2                               |
| Wahlbeteiligung: 62 %              |                                    |                                    |                                    |                                    |